# エルパソ郡 (コロラド州)
エルパソ郡（El Paso County）は、アメリカ合衆国コロラド州にある郡である。人口は73万0395人（2020年） 。郡庁所在地はコロラドスプリングスである。

## 歴史
エルパソ郡は、1861年11月1日にコロラド準州議会によって設立された最初の17郡の1つである。西部地域の一部は1899年に設立されたテラー郡に分割された。元々、郡庁所在地はコロラドシティ（現コロラドスプリングス市オールド・コロラドシティ地区）に置かれていたが、1873年にコロラドスプリングスへ移された。

## 地理
アメリカ合衆国統計局によると、エルパソ郡は総面積5,516km2（2,130mi2）である。このうち、5,507km2（2,126mi2）が陸地で、8km2（3mi2）が水域であり、総面積の0.15%が水域となっている。

### 隣接する郡
- エルバート郡（北）
- リンカーン郡（東）
- テラー郡（西）
- プエブロ郡（南）

## 施設
- 空軍士官学校
- ピーターソン空軍基地
- シュリーバー空軍基地
- シャイアン・マウンテン空軍基地
- フォート・カーソン陸軍基地

## 人口動勢
2000年国勢調査（GR2）によると、エルパソ郡には、516,929人、192,409世帯、133,916家族が暮らしている。人口密度は、94人/km2（243人/mi2）である。37人/km2（95人/mi2）の平均的な密度に202,428軒の住宅が建っている。エル・パソ郡の人種的な構成は、白人81.19%、アフリカン・アメリカン6.51%、先住民0.91%、アジア系2.53%、太平洋諸島系0.24%、その他の人種4.70%、混血3.91%である。この人口の11.3%はヒスパニックまたはラテン系である。
エル・パソ郡内の住民は27.6%が18歳未満の未成年、18歳以上24歳以下が10.5%、25歳以上44歳以下が32.5%、45歳以上64歳以下が20.7%、65歳以上が8.7%にわたっている。中央値年齢は33歳である。女性100人ごとに対して男性は100.9人であり、18歳以上の女性100人ごとに対して男性は98.8人である。
エル・パソ郡の世帯ごとの平均的な収入は46,844$であり、家族ごとの平均的な収入は53,995$である。男性の35,940$に対して女性は26,252$の平均的な収入がある。一人当たりの収入は、22,005$である。人口の8.0%、家族の5.7%は、貧困線以下であり、全人口のうち18歳未満の10.0%と65歳以上の6.9%が貧困線以下の生活を送っている。

## 都市及び町
市
- コロラドスプリングス（郡庁所在地）
- ファウンテン
- Manitou Springs

町
- モニュメント
- Calhan
- Green Mountain Falls
- Palmer Lake
- Ramah

CDP
- セキュリティ・ワイドフィールド
- ブラックフォレスト
- Fort Carson
- Air Force Academy
- Rush
- Woodmoor
- Cascade-Chipita Park
- Cimarron Hills
- Falcon
- Gleneagle
- Peyton
- Stratmoor
- Yoder